# Vuolijoki
Vuolijoki è stato un comune finlandese; fa attualmente parte della città di Kajaani.

## Storia
Fondato nel 1915, comune indipendente fino al 2007, a partire da tale anno è stato incorporato nella città di Kajaani.
Nel 2004 il comune contava 2 643 abitanti, distribuiti su una superficie di oltre 895 km², dei quali 203 ricoperti di acqua, per una densità di 3.8 abitanti per km².